# Indios de Ciudad Juárez
Maillots
Le Club de Fútbol Indios (connu sous le nom de Indios de Ciudad Juárez)  est un club de football mexicain de Juárez fondé en 2005. Utilisant le stade de l'Olímpico Benito Juárez, il évolue en première division mexicaine.